# Дрогичин (станція)
Дрогичин (біл. Драгічын) — вантажно-пасажирська залізнична станція на лінії Лунинець — Жабинка між станціями Городець (24 км) та Трудова (24 км). Розташована в селі Нагір'я Дрогичинського району Берестейської області.

## Пасажирське сполучення
На станції зупиняються потяги регіональних ліній економ-класу до станцій Брест-Центральний, Лунинець, Пінськ.